# Hoornsche Gat

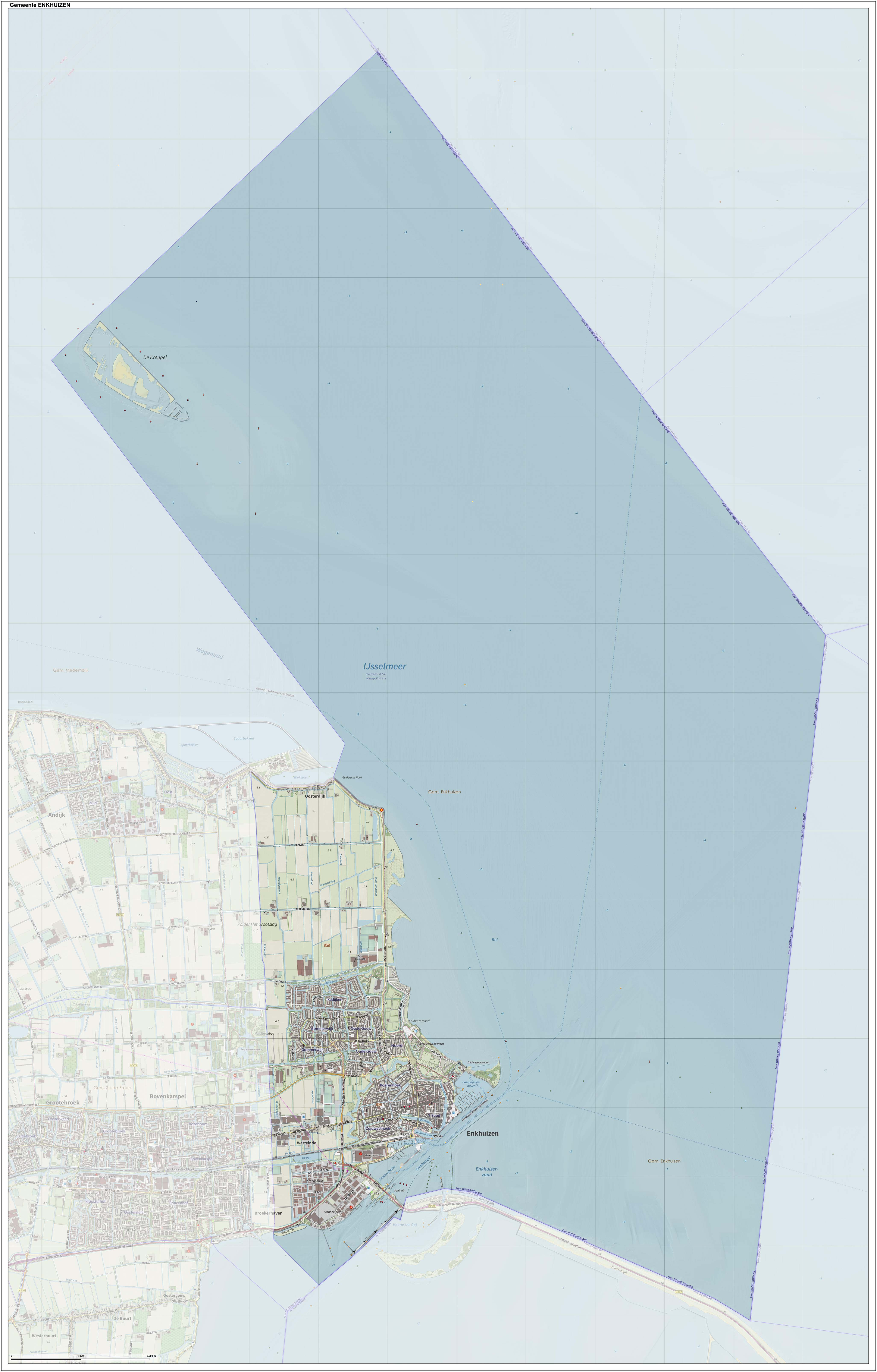
Topografische gemeentekaart van Enkhuizen, september 2022

Het Hoornsche Gat (of Hoornse Gat) is de naam van een vaargeul in de voormalige Zuiderzee, een doorvaart door de vroeger zeer bekende ondiepte bij Enkhuizen, het Enkhuizerzand. Het Gat (of Diep) wordt omschreven als een "voormalige nauwe ondiepe doorvaart door het Enkhuizerzand op nog geen kilometer uit de kust. Verder naar buiten ligt het Oude Hoornsche gat waarvan de toegang verzand is". Het betreft hier de historische vaargeul ter plekke, want "In 1610 wordt een nieuwe geul ontdekt door het Enkhuizerzand, het Nieuwe Diep, later het Hoornsche Gat genoemd."
De naam van de vroegere vaargeul wordt na de aanleg van de Houtribdijk weinig gebruikt. Er ligt een parallel met de naamgeving van het Krabbersgat, dat evenzeer verwijst naar een "voormalige doorvaart door, ook vaargeul langs het Enkhuizerzand direct voor de kust van Enkhuizen. Thans, sinds de aanleg van de Houtribdijk tussen 1963 en 1976, kanaalachtig gedeelte in voornoemd Enkhuizerzand dat voorzien is van een schut- en uitwateringssluis. Sinds 2003 gaat de scheepvaart echter via het Naviduct Krabbersgat dat ongeveer ter plaatse van het vroegere Hoornse gat ligt."
 Het Hoornsche Gat is meer specifiek de locatie waar rond 2000 het natuureiland bij het naviduct is aangelegd.